# سنگ سفید (بردسکن)
سنگ سفید نام روستایی از توابع بخش انابد شهرستان بردسکن در استان خراسان رضوی است. این روستا در دهستان درونه قرار دارد و برپایه سرشماری عمومی نفوس و مسکن در سال ۱۳۹۵ جمعیت آن کمتر از ۳ خانوار بوده است.